# Новая Солянка
Но́вая Соля́нка — село в Рыбинском районе Красноярского края. Административный центр Новосолянского сельсовета.

## География
Село находится на расстоянии примерно 28 км к северо-востоку от города Заозёрный, административного центра района.

### Климат
Климат резко континентальный. Зима суровая, средние температуры января составляют −19—21 °С, критические — от −45 до −52 °С. Лето преимущественно жаркое, солнечное, со средними температурами июля +19—25 °С, максимальные: +34—38 °С.

## История
Основано в 1893 году. В 1926 году в селе было учтено 745 жителей, преимущественно русских. По местным данным, большая часть переселенцев переехала из Украины и Белоруссии.

## Население
| 2010 |
| ---- |
| 2429 |

### Национальный состав
Согласно результатам переписи 2002 года, в национальной структуре населения русские составляли 91 % из 2815 чел.

## Улицы
| - ул. 40 лет Октября, - ул. Вокзальная, - ул. Восточная, - ул. Гоголя, - ул. Дачная, - ул. Железнодорожная, - ул. Комсомольская, | - ул. Красная, - ул. Куликовская, - ул. Луговая, - ул. Молодёжная, - ул. Новая, - ул. Октябрьская, - ул. Первомайская, | - пер. Переездный, - ул. Профсоюзная, - ул. Северная, - ул. Советская, - ул. Совхозная, - ул. Степная, - ул. Тимирязева, | - ул. Трактовая, - ул. Целинная, - ул. Центральная 1-я, - ул. Центральная 2-я, - ул. Чапаева, - ул. Энергетиков, - ул. Южная. |